# Fort Wadsworth (Staten Island)
Pour les articles homonymes, voir Wadsworth.
Fort Wadsworth est une ancienne installation militaire située à Staten Island, New York. Point stratégique permettant de contrôler l'entrée principale du port de New York, il se trouve à l'extrémité sud du Pont Verrazzano-Narrows. Protégé au sein de la Gateway National Recreation Area, il est inscrit au Registre national des lieux historiques depuis le 18 juillet 2022.

## Historique
Le site a été occupé dès 1636 par les Hollandais. Le fort a été construit en 1663, sous le nom de Signal Hill. Les britanniques s'en emparent en 1664.
C'est la plus ancienne installation militaire américaine occupée de façon continue jusqu'à sa fermeture en 1994.